# آسیابک جنگلی تنومند
آسیابک جنگلی تنومند (نام علمی: Hadrothemis coacta) نام یک گونه از سرده آسیابک‌های جنگلی است.